# Antoine de Mitry
Marie Antoine Henri de Mitry, född den 20 september 1857 i Leménil-Mitry (departementet Meurthe), död den 19 augusti 1924 på slottet Chazeron (departementet Cantal), var en fransk militär.
Mitry blev officer vid kavalleriet 1877, generalstabsofficer 1896, överste och regementschef 1910, brigadgeneral 1914 och divisionsgeneral 1915. Under första världskriget förde han successivt 1914 1:a kyrassiärbrigaden, 6:e kavallerifördelningen och 2:a kavallerikåren (på härens yttersta vänstra flygel), 1915-1916 en arméavdelning (groupement), tillhörande groupe du C entré, 1916-1918 6:e armékåren (vid Aisne i april 1917 och i Picardie i mars 1918) och april-juni samma år en av flera infanteri- och kavallerifördelningar bestående arméavdelning, tillhörande den strategiska reserven (på fronten i Flandern), samt slutligen 9:e armén (vid Marne). År 1919 avgick han ur aktiv tjänst.